# Lausseli vénusz
A lausseli vénusz a franciaországi Marquay város melletti Laussel-kastélyhoz közel került elő, 1911-ben Jean-Gaston Lalanne találta. Minden más vénuszszobortól eltérően nem igazi szobor, hanem dombormű. Talán ebből eredően nagy méretű, egy 54 × 36 cm-es mészkőtömbből faragták, de ezen a lelőhelyen több más relief is volt. A többi idolhoz a nemi szervek hangsúlyos ábrázolásában és a nőalak testalkatában hasonlít, valamint a kidolgozatlan arcban. Ivókürthöz hasonló tárgyat tart a kezében, ezért Vénus à la corne (Vénusz szarvval, magyarul kürtös vénusz) néven is ismert.
A figura stílusjegyei alapján a gravetti kultúrához tartozik, kora körülbelül 25 000 év. A lelőhely szoros kapcsolatban áll a cro-magnoni ember több más lelőhelyével, így a típuslelőhellyel, Cro-Magnonnal is. A környék lelőhelyeit már a 19. századtól alaposan tanulmányozták, mint Aurignac (aurignaci kultúra leírása), Les-Eyzies (cro-magnoni ember típuslelőhelye), a Cap Blanc lelőhelye. A cro-magnoniakra jellemző módon ezt a szobrot is vörös okkerrel megfestették.
1912-ben a kürtös vénusszal együtt talált, később berlini vénusznak elnevezett leletet a feltárók egyike illegálisan a németországi Museum für Völkerkunde részére eladta a leletet, és az a második világháborúban megsemmisült. Több másolat és öntvény készült róla korábban, így nem veszett el teljesen a tudomány számára.
Ma a Bordeaux-i Musée d'Aquitaine-ban látható.

## Külső hivatkozások
- Nőt ábrázoló őskori dombormű
- lausseli vénusz
- Venus